# Adam Fox
Adam Fox (Kensington, Londres; 15 de julio de 1883-Westminster, Londres; 17 de enero de 1977) fue un clérigo, poeta, profesor universitario y crítico literario británico. Fue Dean of Divinity en el Magdalen College de Oxford, y uno de los primeros miembros de los Inklings, un cenáculo literario que también incluía a C. S. Lewis y a J. R. R. Tolkien.

## Biografía
Fox estudió en el Winchester College y en el University College de Oxford, en el que se graduó en 1906. Fue ordenado en 1911, y en 1918 tomó el cargo de warden (director) del Radley College, en Oxfordshire. En 1924 debió abandonar todas sus ocupaciones y trasladarse a Sudáfrica por motivos de salud. Allí pasó unos años enseñando en un colegio diocesano de Rondebosch.
A su regreso en 1929, Fox se hizo fellow y Dean of Divinity en el Magdalen College de Oxford. Entre 1938 y 1942 ocupó el cargo de Oxford Professor of Poetry (‘Profesor de Poesía de Oxford’), un prestigioso puesto elegido por rotación cada cinco años. Inmediatamente después se hizo canónigo de la abadía de Westminster, y allí está enterrado, en el Poets' Corner (‘rincón de los poetas’).

## Obra
Durante su época en Oxford escribió su extenso poema en cuatro tomos titulado Old King Coel, que toma su nombre del rey Coel, o Cole, legendario padre británico de la emperatriz romana Helena, la madre del emperador Constantino. Como profesor de poesía, Fox abogaba por la poesía inteligible para los lectores, y que produjera suficiente placer como para provocar su relectura. Esto era importante para él porque entendía que no es posible asimilar correctamente un poema sin releerlo, lo que hace que éste devenga, por tanto, en irrelevante. Su declaración se puede entender como una crítica a algunas formas de poesía moderna.
Aunque no esté considerado uno de los Inklings de mayor relevancia, las obras de Fox todavía son de interés, particularmente las relacionadas con la cristiandad y el platonismo. En su obra de 1945 Plato for Pleasure (‘Platón por placer’), intenta introducir a Platón al público general. Fox deseaba que Platón fuera bien conocido de nuevo en el mundo angloparlante, y esperaba que la gente estudiara sus diálogos, al menos tanto como las obras de Shakespeare. Dean Inge, su biografía de William Ralph Inge, el célebre teólogo, filósofo y deán de la catedral de San Pablo, se considera un texto importante, y con él ganó en 1960 el James Tait Black Memorial Prize, justo tras su publicación.